# Rafael Higinio Orozco
Rafael Higinio Orozco y Orozco (Arandas, Jalisco; 1888 - León, Guanajuato; 22 de diciembre de 1970), fue un futbolista, entrenador y empresario mexicano que jugaba en la posición de mediocampista. Jugó para el Club Deportivo Guadalajara y es considerado uno de sus fundadores.

## Biografía
Nació en Arandas, Jalisco, siendo terrateniente de herencia, hijo del matrimonio entre Ignacio Orozco y Pascuala Orozco, originarios de la hacienda de El Terrero.
Emigra a la ciudad de Guadalajara junto con su hermano Gregorio, ciudad donde conseguiría trabajo en la tienda de ropa «Fábricas de Francia», establecimiento que se encontraba enfrente de los almacenes «La Ciudad de México», lugar donde Gregorio trabajaría y más tarde conocería a Edgar Everaert y Calixto Gas. 
En 1906, su hermano Gregorio lo invita a participar en un equipo de fútbol amateur, conjunto que un par de años más tarde se convertiría en el Club Deportivo Guadalajara. Durante gran parte de la era amateur del club, fue jugador, entrenador y capitán del equipo, se dice que gracias a un pelotazo que este le dio a "Tony" Orendáin inició la rivalidad con el Atlas.
En 1908 fue designado como el primer presidente del Guadalajara, cargo que ocupó hasta 1912, cuando fue sustituido por su hermano Gregorio. Fue también en 1908, cuando fue designado como presidente del comité organizador de la primera Liga de Occidente.
Con el paso de los años llegó a residir al estado de Guanajuato, habitando en ciudades como San Francisco del Rincón y León. En León fue presidente del Unión de Curtidores y uno de los principales promotores para llevar el fútbol profesional a la ciudad, formando parte de la primera directiva del Club León que debutó en la Liga Mayor de 1943.
Se casó con Agustina Camarena y fruto de esta relación nacieron sus hijos Agustín, Rafael, Berta e Ignacio Orozco. Fallecería el día 22 de diciembre de 1970.